# Црква Светих апостола Петра и Павла у Лукову
Црква Светих апостола Петра и Павла смештена је у селу Луково у Куршумлијској општини, Топлички округ. Смештена је унутар гробља Лукова (Бабића) на источним падинама планине Копаоник. Основао је краљ Милутин (1282 – 1321) који је између осталог био и највећи градитељ тог доба а и један од највећих донора из рода Немањића. Прва намена цркве је била та да буде на услузи рударима који су радили у близини. Много пута је паљења због саме локације на којој у тим периодима није било мира, већ константно ратовање. На основу сачуваних списа, видимо да је црква бар 3 пута била обнављана и то: 1871, 1895. и 1983. године. Посвећена је апостолима Петру и Павлу, и у чије име је слава Петровдан која се слави 12. Јула од стране православаца. За иконостас се претпоставља да су дело мајстора из радионице Аврама Дичова.